# فلاديمير ميهاينوفيتش
فلاديمير ميهاينوفيتش مواليد 10 أغسطس 1990 في ستنيي، جمهورية يوغوسلافيا الاشتراكية الاتحادية، هو لاعب كرة سلة مونتينيغري. بدأ مسيرته الاحترافية في سنة 2008. يلعب مع إي دبليو إي باسكتس أولدنبورغ.

## المسيرة الاحترافية
لعب مع نادي مورنار بار لكرة السلة من سنة 2008 إلى 2010، ثم لعب مع نادي بودوشنوست لكرة السلة من سنة 2010 إلى 2014، ثم لعب مع نادي أوستند لكرة السلة في سنة 2014، ثم لعب مع تايغرز توبينغن في الدوري الألماني من سنة 2014 إلى 2016، ثم لعب مع إي دبليو إي باسكتس أولدنبورغ في سنة 2016.

## روابط خارجية
- فلاديمير ميهاينوفيتش على موقع الاتحاد الدولي لكرة السلة (الإنجليزية)
- فلاديمير ميهاينوفيتش على موقع الدوري الأوروبي لكرة السلة (الإنجليزية)
- فلاديمير ميهاينوفيتش على موقع كرة السلة الأوروبية.كوم (الإنجليزية)
- فلاديمير ميهاينوفيتش على موقع DraftExpress.com (الإنجليزية)
- فلاديمير ميهاينوفيتش على موقع ريلجم (الإنجليزية)
- فلاديمير ميهاينوفيتش على موقع بروبوليرز (الإنجليزية)
- فلاديمير ميهاينوفيتش على موقع سبورتس رفرنس (الإنجليزية)